# Thompson Springs
Thompson Springs est une census-designated place du comté de Grand, dans l'État de l'Utah, aux États-Unis. En 2020, elle compte une population de 34 habitants.